# Kaspisch paard
Het Kaspische paard is een paardenras afkomstig uit Iran. Het werd veel gebruikt in Iran door de boeren. Het moderne Kaspische paard wordt vanwege zijn grootte en ook voor het gemak vaak ‘pony’ genoemd, maar het is een paard, al is het een miniatuurvorm, met paardeneigenschappen en verhoudingen. 
Door zijn slanke bouw en gracieuze gangen leek hij opvallend veel op de arabier. Misschien is het zelfs een rechtstreekse afstammeling van de verre voorouders van de Arabier, het miniatuurpaard van het oude Mesopotamië. Vandaag de dag is het ras nog steeds zeldzaam, al wordt de Kaspische pony op verschillende plaatsen in de hele wereld gefokt. Door zijn smalle bouw en zijn elegantie en lenigheid is het een ideaal rijdier voor kleine kinderen. De tegenwoordige Kaspische paarden zijn groter dan hun vroege voorouders, hun schofthoogte varieert van 1,00 tot 1,20 meter.  De meest voorkomende kleuren zijn bruin, schimmel en vos. Soms komen zwart en isabel voor.

## Oude oorsprong
Het Kaspische paard vormt een belangrijke schakel tussen de vroege vormen van Equus en de huidige warmbloedpaarden. De Kaspische pony lijkt op de pony die op beeldhouwwerken uit ongeveer 500 v.Chr in de oude, Perzische stad Persepolis gevonden zijn. Maar diezelfde pony werd 5.000 jaar geleden ook al door Mesopotamiërs gebruikt, waardoor de Kaspische pony een van de 2 oudste overgebleven rassen is. Deze miniatuurpaarden zijn in 1965 langs de kusten van de Kaspische Zee ontdekt door de Amerikaanse Louise L. Firouz.  